# Conquistar corações e mentes

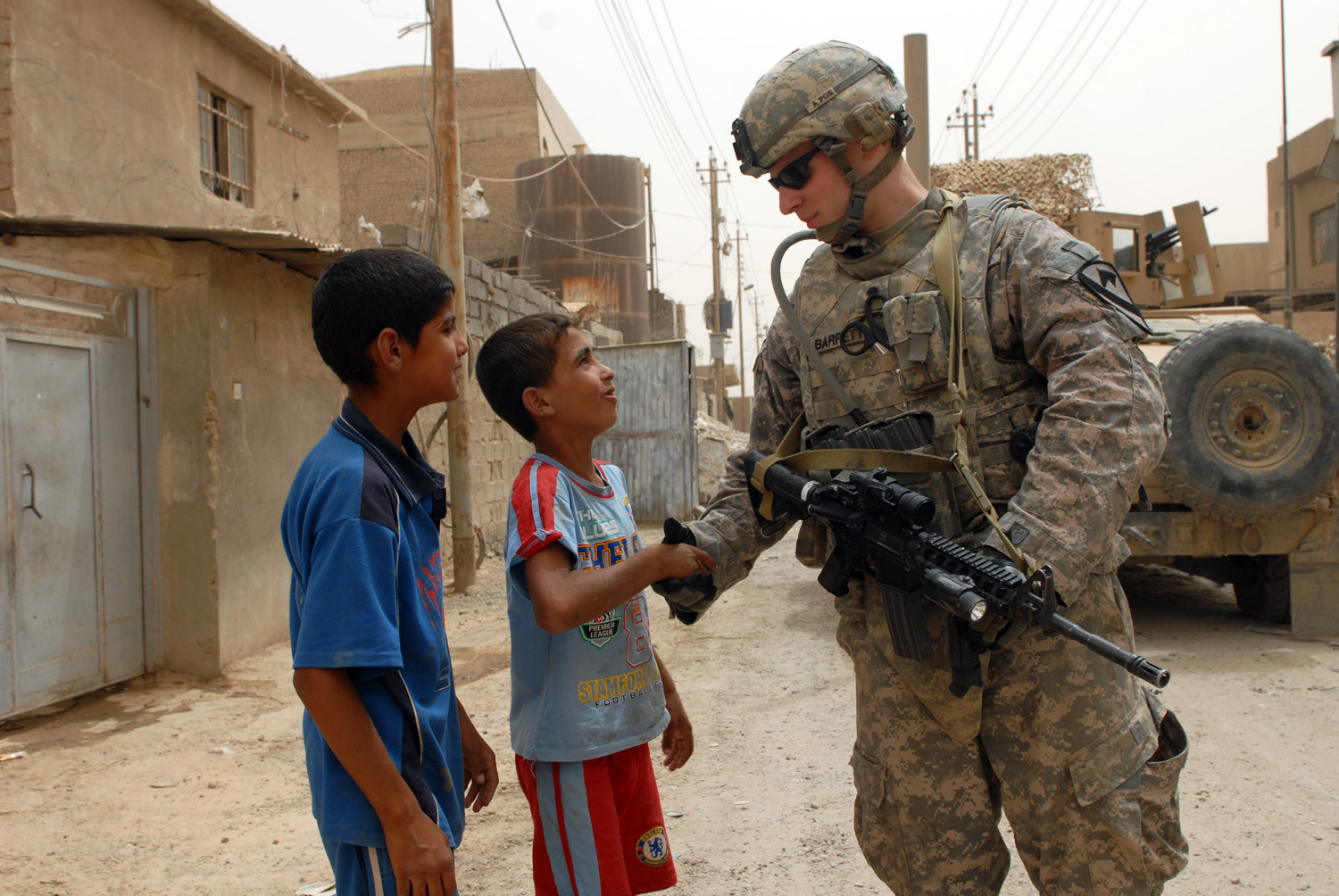
Um soldado do Exército dos Estados Unidos cumprimentando crianças iraquianas durante a patrulha durante a ocupação do Iraque em 2009.

Conquistar corações e mentes (em inglês:  Winning hearts and minds) é um conceito ocasionalmente expresso na resolução de guerras, insurgências e outros conflitos, no qual um lado busca prevalecer não pelo uso de força superior, mas fazendo apelos emocionais ou intelectuais para influenciar os apoiadores do outro lado.

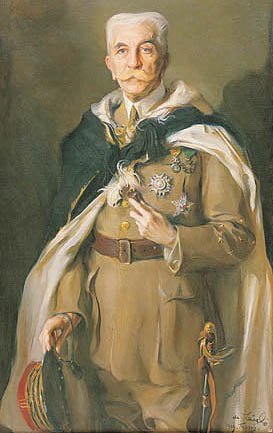
O termo "corações e mentes" foi usado pela primeira vez pelo general francês Hubert Lyautey.

O uso do termo "corações e mentes" para fazer referência a um método de trazer uma população subjugada para o lado da força ocupante, foi usado pela primeira vez pelo general e administrador colonial francês Hubert Lyautey como parte de sua estratégia para combater a rebelião dos Bandeiras Negras durante a campanha de Tonkin em 1895. O termo também foi atribuído à estratégia de Gerald Templer durante a Emergência Malaia.
A eficácia de "corações e mentes" como uma estratégia de contrainsurgência tem sido debatida.

## Uso

### Reino Unido
O termo foi usado durante a Emergência Malaia pelos britânicos que empregaram práticas para manter a confiança dos malaios e reduzir a tendência de se aliar ao Exército de Libertação Nacional Malaio (MNLA), neste caso, dando ajuda médica e alimentar aos malaios e tribos indígenas.
Uma crítica feita contra o conceito britânico de "corações e mentes" foi que "aqui fala-se muito em lutar pelos "corações e mentes" dos malaios, mas apenas obediência cega é exigida deles".
No início da década de 1990, o historiador desafiou a noção de que os britânicos confiavam em estratégias de contra insurgência de corações e mentes; ele argumentou que a literatura existente minimizava ou obscurecia até que ponto os britânicos usaram a força. Outros estudiosos, como David French, Ashley Jackson, Hew Strachan, Paul Dixon, Alex Marshall, Brendon Piers e Caroline Elkins, posteriormente reiteraram os argumentos de Newsinger.
De acordo com a historiadora Caroline Elkins, os britânicos esconderam sistematicamente dados de suas violentas campanhas de contra insurgência. As evidências documentais que ela descobriu no Quênia tornaram-se provas importantes em ações judiciais movidas contra o governo britânico no final dos anos 2000 e 2010.

### Rússia
De acordo com uma avaliação do cientista político da Universidade de Michigan, Yuri Zhukov, a Rússia tem respondido aos movimentos insurgentes e insurreições em larga escala desde a Revolução Bolchevique de 1917 com um modelo de contra insurgência diametralmente oposto à abordagem de "corações e mentes". Zhukov concluiu que "apesar dos sérios reveses no Afeganistão e na Primeira Guerra da Chechênia, a Rússia tem um dos registros mais bem-sucedidos de qualquer contra insurgente moderno."

### Estados Unidos
O uso estadunidense da frase é provavelmente baseado em uma citação de John Adams, o patriota da Guerra Revolucionária Americana e segundo presidente dos Estados Unidos, que escreveu em uma carta datada de 13 de fevereiro de 1818: "A Revolução foi realizada antes da guerra começar. A Revolução estava nas mentes e corações das pessoas, uma mudança nos sentimentos religiosos de seus deveres e obrigações... Esta mudança radical nos princípios, opiniões, sentimentos e afeições do povo, foi a verdadeira Revolução Americana".
Durante a Guerra do Vietnã, os Estados Unidos se engajaram em uma campanha de "corações e mentes". O programa foi inspirado pelo presidente dos Estados Unidos, Lyndon B. Johnson. Um de seus usos mais conhecidos da frase foi no discurso "Remarks at a Dinner Meeting of the Texas Electric Cooperatives, Inc." em 4 de maio de 1965. Naquela noite, ele disse: "Portanto, devemos estar prontos para lutar no Vietnã, mas a vitória final dependerá dos corações e das mentes das pessoas que efetivamente vivem lá. Ao ajudar a trazer-lhes esperança e eletricidade, você também estará desferindo um golpe muito importante para a causa da liberdade em todo o mundo".
Uma campanha similar de "Corações e Mentes" no Iraque foi realizada durante a invasão e ocupação do Iraque a partir de 2003.

## Nota
- Este artigo foi inicialmente traduzido, total ou parcialmente, do artigo da Wikipédia em inglês cujo título é «Winning hearts and minds».